# Renan Calheiros
José Renan Vasconcelos Calheiros, né le 16 septembre 1955 à Murici (Brésil), est un homme d'État brésilien, membre du PMDB. Ministre de la Justice entre 1998 et 1999, il est président du Sénat entre 2005 et 2007 et entre 2013 et 2017.
Le 1er décembre 2016, il est inculpé par la Cour suprême du Brésil pour détournement de fonds. Le 5 décembre, un juge de la Cour suprême le suspend de ses fonctions. La Cour suprême du Brésil décide le 7 décembre de le maintenir à son poste, revenant sur la suspension prononcée deux jours plus tôt par un de ses juges. Elle a toutefois décidé de l'exclure de la ligne de succession présidentielle.